# Время (фильм, 2011)
«Время» (англ. In Time, МФА: [ɪn taɪm]) — американский фантастический триллер Эндрю Никкола, выступившего продюсером, сценаристом и режиссёром фильма. Премьера в США состоялась 28 октября 2011 года, в России — 27 октября.

## Сюжет
В будущем мире посткиберпанка человечество открыло путь к бессмертию, и теперь люди генетически запрограммированы так, что перестают стареть по достижении 25-летнего возраста и живут до тех пор, пока у них есть время. Время - не просто абстрактное понятие: в 25 лет у каждого начинается обратный отсчёт, изначально даётся 1 год. Когда время кончается, человек мгновенно умирает. Хочешь жить дольше - ищи способы пополнить его запас. Время является единственной валютой: время получают как зарплату, им расплачиваются за товары, его можно подарить или отнять, выиграть или дать в долг... Имеющееся в своём распоряжении время человек видит на имплантированных в левую руку светящихся сквозь кожу часах.
Действие разворачивается в двух соседних городах: «гетто» Дэйтоне и богатом Нью-Гринвиче. В гетто у людей очень мало времени, и каждый день кто-то умирает, поскольку цены растут изо дня в день. 28-летний рабочий из гетто Уилл Салас (Джастин Тимберлейк) живёт со своей матерью Рэйчел (Оливия Уайлд) одним днём — каждые сутки они зарабатывают время на следующие. В день рождения матери (ей исполнилось 50) Уилл со своим другом Борелом (Джонни Галэки) в баре замечает парня (Мэтт Бомер), у которого на часах 116 лет. Он весь день всех угощает, и Уилл пытается ему объяснить, что его могут ограбить, и он может потерять всё время.
Вдруг появляются Часовые — грабители, которые отбирают у людей время. Уилл спасает парня и укрывается с ним в заброшенном здании. Генри Гамильтон (так зовут богача) рассказывает Уиллу, что он устал от своей жизни в 105 лет. Ещё он сообщает, что для вечной жизни богачей должны умирать бедные люди; к тому же, всеобщее бессмертие приведёт к перенаселению и гибели мира. Поэтому мир и делится на временные зоны. Уилл с Генри засыпают. На следующее утро, пока Уилл спит, Генри отдаёт ему всё своё время, оставив себе всего пять минут, и уходит к мосту над рекой. Уилл, проснувшись, видит у себя 116 лет на часах и слова на окне «Не трать впустую моё время». Уилл бежит к мосту, но не успевает, так как у Генри кончается время и он падает в реку. Уилла засняла камера видеонаблюдения. Она была на мосту. После это видео попало в руки «хранителей времени», роль начальника одного из подразделения которых исполнил Киллиан Мёрфи. 
Уилл рассказывает о полученном времени Борелу и дарит ему 10 лет (время их дружбы), говоря о том, что он намерен отвезти мать в Нью-Гринвич. К этому моменту Часовые обнаруживают тело Генри Гамильтона и понимают, что тот кому-то успел передать все свои 116 лет. Также делом начинают интересоваться Стражи Времени — полиция, расследующая преступления, связанные со временем.
Вечером мать Уилла после оплаты счётов узнаёт, что проезд в автобусе подорожал до двух часов, а у неё только полтора. Несмотря на все её уговоры, водитель не согласился подвезти её, и Рейчел вынуждена бежать. Она умирает за секунду до того, как Уилл мог бы поделиться с ней временем. Уилл отправляется в Нью-Гринвич один с намерением узнать правду о том, что рассказал ему Генри Гамильтон. Он останавливается в лучшем отеле, обедает в отличном ресторане, покупает шикарную машину и идёт в самое дорогое казино. За партией в покер он встречает Филиппа Уайса (Винсент Картайзер), магната и владельца банка времени. Уилл рискует всем своим временем и за секунды до исхода своего времени выигрывает 1100 лет.
Филипп знакомит удачливого игрока со своей дочерью Сильвией (Аманда Сейфрид) и приглашает его на приём. На празднике Сильвия признаётся Уиллу, что богатые, живущие сотни лет, проживают эти столетия скучно и однообразно, им не хватает смелости на рискованные поступки. Неожиданно на приём прибывают Стражи времени, вычислившие, кто же получил от Генри Гамильтона столько лет в запас. Их руководитель Рэймонд Леон (Киллиан Мёрфи) обвиняет Уилла в ограблении Гамильтона, арестовывает его и забирает почти все время, оставив только два часа для оформления протокола. Уилл сбегает, взяв в заложницы Сильвию.
Он пытается вернуться в Дэйтон и скрыться там, но по дороге их машина попадает в ловушку Часовых. Бандиты крадут почти всё время Сильвии. Теперь у беглецов остаётся лишь полчаса для того, чтобы раздобыть хоть немного себе на жизнь. Уилл бежит к Борелу, чтобы одолжить хоть немного, но от его жены внезапно узнает, что друга больше нет в живых: на время, подаренное ему Уиллом, он накупил выпивки в баре и погиб от алкогольного отравления. В момент смерти у него ещё оставалось 9 лет жизни (у погибшего нельзя забрать оставшееся время). У героев остается всего несколько минут, и они успевают в ломбард, где продают серьги Сильвии и выручают по одному дню на каждого. Уилл звонит Филиппу Уайсу и требует в качестве выкупа за дочь перевести тысячу лет в благотворительный фонд. Но Уайс не может позволить, чтобы лишние года попали в гетто. Уилл, понимая, что ничего не сможет сделать, хочет отправить Сильвию обратно, но во время телефонного звонка на него пытается напасть Леон. Сильвия, используя подаренный Уиллом пистолет, стреляет в Леона и спасает Уилла. Тот делится своим временем с раненым Стражем, так как Стражи также получают лишь сутки времени каждый день, запас был на исходе и он вряд ли успел бы дожить до прибытия подмоги.
Сильвия, понявшая жизнь людей во временном гетто, становится соучастницей Уилла и влюбляется в него. Вместе они начинают грабить банки Уайса, раздавая похищенное время беднякам. Но однажды их находят те же Часовые. Фортис, предводитель банды, предлагает Уиллу поединок в таймрестлинг — аналог армрестлинга, цель которого прижать руку противника к столу и выкачать его время. Уилл побеждает Фортиса с помощью приёма, который когда-то ему показал отец, и убивает его пособников. Героям вновь приходится бежать, так как их настигают Стражи.
Осознав, что мелкие грабежи не помогут изменению ситуации, Уилл и Сильвия нападают на офис Уайса. После грабежа и погони Уилл отдаёт капсулу времени с миллионом лет своей знакомой девочке Майе (Шайло Оствальд), чтобы она раздала его всем людям в гетто. Страж времени Леон, оказавшийся тоже выходцем из Дэйтона, ловит Уилла и Сильвию, но страж пренебрёг подзарядкой суточных, в результате чего умирает. У парочки грабителей остаётся полминуты, чтобы добежать до машины Стража. Уилл успевает, заряжается его суточными и делится полученным временем с Сильвией за секунды до того, как кончится её время. У пары снова только один день на двоих.
Население Дэйтона, получив достаточно времени, переходит в зону Нью-Гринвич. Система рушится. Уилл и Сильвия идут грабить новый, более крупный банк.

## В ролях
| Актёр                   | Роль                             |
| ----------------------- | -------------------------------- |
| Джастин Тимберлейк      | Уилл Салас                       |
| Аманда Сейфрид          | Сильвия Уайс дочь Филиппа Уайса  |
| Киллиан Мёрфи           | страж времени Раймонд Леон       |
| Алекс Петтифер          | часовой Фортис                   |
| Винсент Картайзер       | Филипп Уайс                      |
| Джонни Галэки           | Борел друг Уилла                 |
| Коллинз Пенни           | страж времени Ягер               |
| Тоби Хемингуэй          | страж времени Корс               |
| Оливия Уайлд            | Рэйчел Салас мать Уилла          |
| Шайло Оствальд          | Майя                             |
| Мэтт Бомер              | Генри Гамильтон                  |
| Джессика Паркер Кеннеди | Эдуарда                          |
| Кристьенн Кастельянос   | Жасмин                           |
| Итан Пек                | Константин телохранитель Сильвии |
| Яя Дакоста              | Грета жена Борела                |
| Белла Хиткот            | Мишель Уайс жена Филиппа Уайса   |
| Саша Пивоварова         | Клара тёща Филиппа Уайса         |
| Крис Лемке              | Маркус                           |
| Мелисса Ордвэй          | Лейла                            |

## Производство
12 и 27 июля 2010 года стало известно о том, что Аманда Сейфрид и Джастин Тимберлейк получили главные роли в картине. 9 августа 2010 года Киллиан Мёрфи согласился принять участие в фильме.
Первые фотографии со съёмок появились 28 октября 2010 года. 20th Century Fox и New Regency стали дистрибьюторами, а продюсерами — Марк Абрахам и компания Эрика Ньюмена Strike Entertainment.
Рабочие названия фильма были «I’m.mortal» («Я.смертный» / «Бес.смертный») и «Now» («Сейчас»).
Оператор Роджер Дикинс ранее работал только с плёночными аппаратами. «Время» стал его первым фильмом, снятым на цифровую камеру. Оливия Уайлд, сыгравшая мать главного героя картины, в реальной жизни на три года младше Джастина Тимберлейка, исполнившего роль её сына. Одну из ролей в фильме сыграла жена режиссёра Эндрю Никкола актриса Рэйчел Робертс (Rachel Roberts).
Автомобили в фильме имеют выхлопные трубы, но их движение сопровождается звуком, характерным для современных электромобилей. Аналогичный приём для отображения автомобилей будущего Эндрю Никкол ранее использовал в фильме «Гаттака» (1997).

## Критика
Фильм получил в большей степени отрицательные отзывы кинокритиков. На сайте Rotten Tomatoes из 157 рецензий положительными оказались 36 % рецензий со средней оценкой 5,2 из 10. На Metacritic средний рейтинг фильма составляет 54.5 балла из 100 на основе 33 обзоров.